# سفنث إكسبانشن
سفنث إكسبانشن (بالإنجليزية: 07th Expansion)‏ هو ناشر «دوجن» ياباني يختص بعمل الروايات المرئية. كان أول أعمالهم هي لعبة بطاقات التبديل قتال الورق، ولكن أشهر أعمالهم هي سلسلة عندما تبكي، والتي تتضمن العديد من الروايات المرئية. قامت شركة آلكيمست بنقل أعمالهم من الحاسوب لمشغلي ألعاب الفيديو.

## الأعضاء
- ريوكيشي07 - المؤسس[4]
- ياتازاكورا - شريك المؤسس
- بي تي - توفي في 2009[5]

## الأعمال

### عندما تبكي

#### حشرة الليل
- عندما تبكي حشرة الليل
  - الحلقة 1: الخطف من قبل الشياطين (باليابانية: 鬼隠し編 أونيكاكشي): 10 أغسطس 2002 (كوميكت 62)[6][7]
  - الحلقة 2: جرف القطن (باليابانية: 綿流し編 واتاناجاشي): 29 ديسمبر 2002 (كوميكت 63)[6][7]
  - الحلقة 3: قتل اللعنة (باليابانية: 祟殺し編 تاتاريجوروشي): 15 أغسطس 2003 (كوميكت 64)[6][7]
  - الحلقة 4: تضييع الوقت (باليابانية: 暇潰し編 هيماتسبوشي): 13 أغسطس 2004 (كوميكت 66)[6][7]
- عندما تبكي حشرة الليل: الحل (باليابانية: 解 كاي)
  - الحلقة 5: فك الغموض (باليابانية: 目明し編 مياكاشي): 30 ديسمبر 2004 (كوميكت 67)[6][7]
  - الحلقة 6: الكفارة (باليابانية: 罪滅し編 تسوميهوروبشي): 14 أغسطس 2005 (كوميكت 68)[6][7]
  - الحلقة 7: المجزرة (باليابانية: 皆殺し編 ميناجوروشي): 30 ديسمبر 2005 (كوميكت 69)[6][7]
  - الحلقة 8: صحبة المهرجان (باليابانية: 祭囃し編 ماتسوريباياشي): 13 أغسطس 2006 (كوميكت 70)[6][7]
- عندما تبكي حشرة الليل الإمتنان (إضافي) (باليابانية: 礼 ري): 31 ديسمبر 2006 (كوميكت 71)[6][7]
- عندما تبكي حشرة الليل الهدية (إضافي) (باليابانية: 奉+ هو+): 17 أغسطس 2014 (كوميكت 84)[8]
- عندما تبكي حشرة الليل الهدية+ (إضافي) (باليابانية: 奉+ هو+): 28 يناير 2022

#### النوارس
- عندما تبكي النوارس
  - الحلقة 1: أسطورة الساحرة الذهبية (بالإنجليزية: Legend of the Golden Witch)‏: 17 أغسطس 2007 (كوميكت 72)[9][10]
  - الحلقة 2: دور الساحرة الذهبية (بالإنجليزية: Turn of the Golden Witch)‏: 31 ديسمبر 2007 (كوميكت 73)[9]
  - الحلقة 3: مأدبة الساحرة الذهبية (بالإنجليزية: Banquet of the Golden Witch)‏: 16 أغسطس 2008 (كوميكت 74)[9]
  - الحلقة 4: حلف الساحرة الذهبية (بالإنجليزية: Alliance of the Golden Witch)‏: 29 ديسمبر 2008 (كوميكت 75)[9]
- عندما تبكي النوارس: التشتت (باليابانية: 散 تشيرو)
  - الحلقة 5: نهاية الساحرة الذهبية (بالإنجليزية: End of the Golden Witch)‏: 15 أغسطس 2009 (كوميكت 76)[9]
  - الحلقة 6: فجر الساحرة الذهبية (بالإنجليزية: Dawn of the Golden Witch)‏: 30 ديسمبر 2009 (كوميكت 77)[9]
  - الحلقة 7: قداس الساحرة الذهبية (بالإنجليزية: Requiem of the Golden Witch)‏: 14 أغسطس 2010 (كوميكت 78)[9]
  - الحلقة 8: شفق الساحرة الذهبية (بالإنجليزية: Twilight of the Golden Witch)‏: 31 ديسمبر 2010 (كوميكت 79)[9]
- عندما تبكي النوارس: الأجنحة (إضافي) (باليابانية: 翼 تسُباسا): 31 ديسمبر 2010 (كوميكت 79)[9]
- عندما تبكي النوارس: الريش (إضافي) (باليابانية: 羽 هين): 31 ديسمبر 2011 (كوميكت 81)
- عندما تبكي النوارس: الازدهار (إضافي) (باليابانية: 咲 ساكو): 4 أكتوبر 2019[11]

#### سيكونيا
- عندما تبكي السيكونيا
  - الحلقة 1: لأولئك الذين لديهم بديل (باليابانية: 代わりのいる君たちへ كاواري نو إيرو كيماتشي إي): 4 أكتوبر 2019[12]

## روابط خارجية
- الموقع الرسمي
- سفنث إكسبانشن في قاعدة بيانات الرواية المرئية